# Altruisme
 Denne artikel bør gennemlæses af en person med fagkendskab for at sikre den faglige korrekthed.

 Der er for få eller ingen kildehenvisninger i denne artikel, hvilket er et problem. Du kan hjælpe ved at angive troværdige kilder til de påstande, som fremføres i artiklen.

Altruisme er både som efterlevet livsprincip og som etisk grundholdning det modsatte af egoisme. Som livsprincip eller væremåde er altruisme karakteriseret ved at gå op i andres ve og vel uafhængigt af, om det fremmer ens egne interesser. Den etiske grundholdning eller teori består i at reflektere over og forsvare altruistiske handlinger fx ud fra en religiøs tanke om næstekærlighed eller ud fra filosofiske principper og idéer.
Nogle forstår altruisme som en fordækt egoisme, idet den glæde, som det altruistiske individ får ved at fremme andres interesser, ifølge teorien om fordækt egoisme er uundværlig for altruisten, og uden den glæde ville egoismen vise sit sande ansigt. Andre ser en sådan teori om altruisme som udtryk for et forkvaklet syn på menneskets grundlæggende relationer til andre og den menneskelige psykologi i det hele taget. Fx virker det absurd for mange, at vi altid skulle have en egoistisk bagtanke ved at hjælpe selv i vores nærmeste relationer mellem forældre og børn eller søskende imellem. Uanset hvad lægger fortalere for teorien om fordækt egoisme ofte deres fokus på mennesket som et rationelt tænkende væsen, mens kritikere snarere fremhæver det emotionelle aspekt ved det at være et menneske.
Enkelte af verdens religioner tildeler altruismen en central placering. Fx kan næstekærligheden i kristendommen forstås som altruistisk i sin kerne, mens også buddhismen bygger på altruistiske egenskaber i mennesket.[kilde mangler]